# الیو بیانکی
الیو بیانکی (انگلیسی: Elio Bianchi؛ زادهٔ ۳ مارس ۱۹۲۰) بازیکن فوتبال اهل ایتالیا است.
از باشگاه‌هایی که در آن بازی کرده‌است می‌توان به باشگاه فوتبال آ.اس. رم اشاره کرد.